# Eleição presidencial na Itália em 2022
A eleição presidencial na Itália em 2022 foi realizada entre os dias 24 e 29 de janeiro, no Parlamento da República, em Roma. A eleição ocorreu em sessão conjunta formada por ambas as casas do parlamento italiano e pelos representantes regionais.
O presidente Sergio Mattarella foi reeleito na oitava rodada de votação.

## Contexto
Durante o ano de 2021, o presidente Sergio Mattarella expressou repetidamente sua indisposição diante da hipótese de seu segundo mandato, proposta por várias forças políticas, lembrando observações semelhantes feitas por seus antecessores Antonio Segni  e Giovanni Leone. Outras personalidades políticas que durante o ano foram ventiladas para a presidência e recusaram a candidatura são Romano Prodi, Emma Bonino e Liliana Segre.
Em 22 de dezembro, durante a conferência de imprensa de final de ano organizada pela Ordem dos Jornalistas, o Primeiro-Ministro Mario Draghi, questionado sobre a hipótese da sua ascensão ao Palácio do Quirinal, definiu-se como "ao serviço das instituições" e confiou a responsabilidade da decisão inteiramente às forças políticas. A declaração, que se seguiu a meses de reconstruções especializadas, foi amplamente interpretada como uma confirmação de sua vontade de tornar-se Presidente e acelerou o debate em torno das consequências de uma possível eleição para a presidência do primeiro-ministro em exercício, inédita na história republicana.
Em 14 de janeiro de 2022, os partidos da coalizão de centro-direita (Lega, Forza Italia, Fratelli d'Italia, Coraggio Italia, Unione di Centro e Noi con l'Italia ) anunciaram seu desejo de nomear Silvio Berlusconi, presidente do Forza Italia e diversas vezes Primeiro-ministro, encontrando oposição do Partido Democrático, do Movimento 5 Estrelas e da Italia Viva. Dois dias antes do início da eleição, Berlusconi retirou sua candidatura.
Em 16 de janeiro, 40 parlamentares de oposição ao governo Draghi anunciaram apoia a candidatura do ex-vice-presidente do Tribunal Constitucional da República Italiana Paolo Maddalena. Pouco antes do início da votação o movimento Poder para o Povo!, da base de sustentação da candidatura, retirou o apoio a Madalena, devido às suas posições contra o aborto e o casamento entre pessoas do mesmo sexo.
Em 24 de janeiro, dia do 1º escrutínio, na ausência de um candidato comum, tanto a centro-direita como centro-esquerda escolhem o votar em branco. Pelo contrário, os partidos Azione e +Europa confirmam que pretendiam apoiar de imediato a Ministra da Justiça Marta Cartabia.
Em 25 de janeiro, após as votações do segunda rodada em que tanto a centro-direita como a centro-esquerda anunciam que votariam em branco, a centro-direita apresenta os nomes de Marcello Pera, Letizia Moratti e Carlo Nordio, aguardando um possível apoio da centro-esquerda, que, no entanto, responde que "respeitando as escolhas legítimas da centro-direita, não acreditamos que a ampla partilha necessária neste momento possa se desenvolver sobre esses nomes".
Em 26 de janeiro, o Fratelli d'Italia opta por votar no candidato do partido Guido Crosetto, enquanto a centro-esquerda descarta as hipóteses levantadas pela centro-direita de votar na presidente do Senado Maria Alberti Casellati.
Em 27 de janeiro, dia da primeira votação por maioria absoluta, a centro-direita se abstém de votar enquanto a centro-esquerda novamente dá a indicação de votar em branco. O presidente Mattarella, embora não indicado por nenhum grupo político, é o mais votado com 166 votos.
Em 28 de janeiro, a conferência dos líderes dos grupos deliberou passar a partir do mesmo dia à realização de duas votações por dia. Na quinta rodada devotação, a centro-direita decide votar na presidente do Senado Maria Casellati; a candidatura é fortemente criticada pela centro-esquerda, que, portanto, opta pela abstenção junto com a Italia Viva. Casellati obtém apenas 382 votos, situação que destaca a presença de vários franco-atiradores dentro da centro-direita. Na sexta rodada de votação, a centro-direita se abstém e a centro-esquerda vota em branco; Mattarella obteve espontaneamente 336 votos. À noite, Salvini, Letta e Conte se encontram e trabalham em uma pequena lista de candidatos; Salvini e Conte declaram que estão trabalhando na eleição de uma primeira presidente mulher, que todos os comentaristas atribuem à figura de Elisabetta Belloni, também aprovada pelos Irmãos de Itália. A eventualidade da eleição de Belloni, no entanto, provoca a oposição de Italia Viva, Coraggio Italia, Forza Italia (que anuncia que a partir de então conduziria negociações por conta própria), Liberi e Uguali e amplos setores do Partido Democrático. As forças centristas se unem e decidem propor a candidatura de Pier Ferdinando Casini,  que, no entanto, pede para não ser votado, constatando a falta de unidade e convergência.

Em 29 de janeiro realiza-se a sétima rodada de votação em que quase todos os grupos voltam a indicar a abstenção ou o voto em branco; Fratelli d'Italia escolhe votar no candidato do partido Carlo Nordio. Pela manhã, depois de pressionar o Partido Democrático e após a abertura do Secretário da Lega, todas os membros da maioria, em apoio ao governo Draghi, decidiram tomar nota do crescente consenso recebido, voto após voto, pelo Presidente Mattarella, indicando-o para a reeleição. À tarde realiza-se o oitavo escrutínio em que Mattarella é reconfirmado como Presidente da República Italiana com 759 votos, tornando-o o segundo mais votado da história republicana depois de Sandro Pertini.